# Waxahachie (Texas)
Waxahachie es una ciudad ubicada en el condado de Ellis en el estado estadounidense de Texas. En el Censo de 2010 tenía una población de 29621 habitantes y una densidad poblacional de 233,97 personas por km². Se encuentra ubicada en el curso alto del río Trinity.

## Geografía

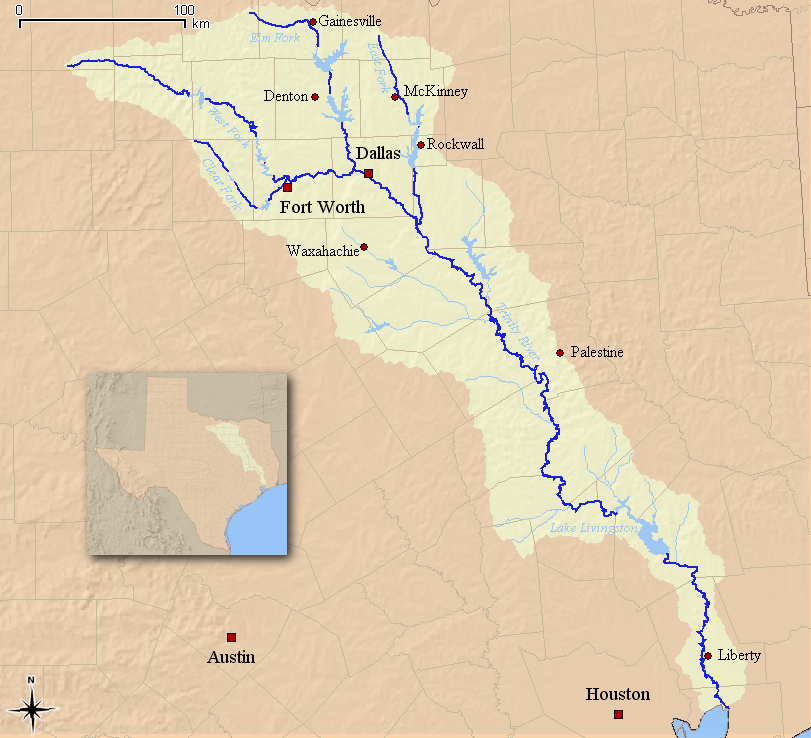
Ubicación de Waxahachie en la cuenca del río Trinity

Waxahachie se encuentra ubicada en las coordenadas 32°24′10″N 96°50′34″O / 32.40278, -96.84278. Según la Oficina del Censo de los Estados Unidos, Waxahachie tiene una superficie total de 126.6 km², de la cual 123.42 km² corresponden a tierra firme y (2.52%) 3.19 km² es agua.

## Demografía
Según el censo de 2010, había 29621 personas residiendo en Waxahachie. La densidad de población era de 233,97 hab./km². De los 29621 habitantes, Waxahachie estaba compuesto por el 75.56% blancos, el 12.89% eran afroamericanos, el 0.59% eran amerindios, el 0.52% eran asiáticos, el 0.08% eran isleños del Pacífico, el 8.06% eran de otras razas y el 2.29% pertenecían a dos o más razas. Del total de la población el 23.19% eran hispanos o latinos de cualquier raza.